# روبرتو منديز
روبرتو منديز (بالإسبانية: Roberto Mendez)‏ هو لاعب كرة قاعدة مكسيكي، ولد في 1945.